# Warren M. Washington

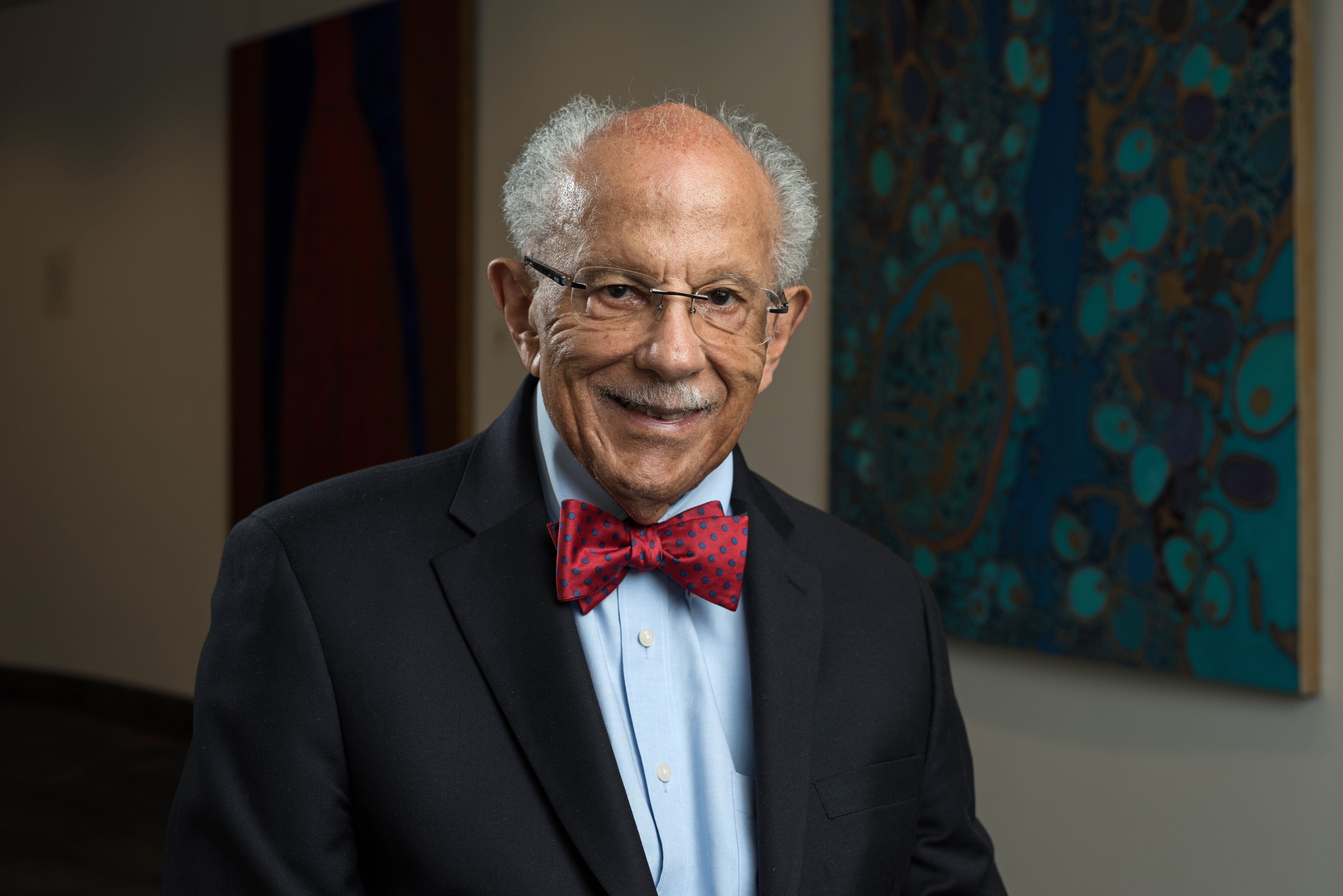
Warren M. Washington, 2018

Warren Morton Washington (* 28. August 1936 in Portland, Oregon; † 18. Oktober 2024 in Colorado) war ein US-amerikanischer Meteorologe und Pionier in der Entwicklung globaler Klimamodelle.

## Werdegang
Washington studierte an der Oregon State University mit dem Bachelor-Abschluss in Physik 1958 und dem Master-Abschluss in Meteorologie 1960 und wurde 1964 an der Pennsylvania State University, als zweiter Afroamerikaner überhaupt, in Meteorologie promoviert. Ab 1963 war er Wissenschaftler am National Center for Atmospheric Research (NCAR) in Boulder und wurde dort 1975 Senior Scientist.
Er war an der Entwicklung des Parallel Climate Model (PCM) (bzw. dessen am NCAR entwickelten Teil Community Climate Model, CCM) und des Community Earth System Model (CESM) beteiligt, die zum Beispiel vom Weltklimarat IPCC benutzt wurden. Computermodelle für die Simulation der Atmosphäre entwickelte er seit Anfang der 1960er Jahre, damals mit Akira Kasahara. Sie wurden schrittweise erweitert zum Beispiel durch Einbeziehung von Ozeanen und Meereis.
1994 und nochmals 2000 wurde er in das National Science Board gewählt und stand diesem 2002 bis 2006 vor, und war ab 1998 im National Advisory Committee on Oceans and Atmosphere. Er war Mitglied der National Academy of Engineering (2009) und der American Academy of Arts and Sciences. Er war Präsident der American Meteorological Society (AMS) und war Fellow der American Geophysical Union sowie der American Association for the Advancement of Science (1981). Die AMS verlieh ihm 1999 den Dr. Charles Anderson Award. Ab 2003 war er Mitglied der American Philosophical Society. Er war Ehrendoktor der Oregon State University, des Bates College und der University of Massachusetts, Amherst. 2010 erhielt er die National Medal of Science durch Präsident Barack Obama für „seine Entwicklung und Nutzung globaler Klimamodelle zum Verständnis des Klimas und der Erklärung der Rolle menschlicher Aktivität und natürlicher Prozesse im Klimasystem der Erde“ (Laudatio). Für 2019 wurde ihm der Tyler Prize for Environmental Achievement zugesprochen und für 2021 der Nerenberg-Preis.
Seit 2020 vergibt die AMS die Warren Washington Research and Leadership Medal.
Der US-amerikanische Fußballspieler Reggie Cannon ist sein Enkelkind.

## Schriften (Auswahl)
- Odyssey in Climate Modeling, Global Warming, and Advising Five Presidents. Ed. Lulu.com. 2008.
- mit Claire Parkinson: An Introduction to Three-Dimensional Climate Modeling. Oxford University Press, 1986, 2005.